# جوزيف سموحة
جوزيف سموحة (1 يناير 1878 - 22 سبتمبر 1961)، هو رجل أعمال ورائد إقتصاد وصناعة من الطراز الأول، وعميد عائلة سموحة، وينتمي إلى يهود بغداد بالعراق، وفد إلي مصر في بداية القرن العشرين ليتاجر في الاقمشة، يرجع له فضل تأسيس حي سموحة بالإسكندرية بالإضافة إلى نادي سموحة والعديد من الشركات.

## الأسرة
لعبت عائلة سموحة والطوائف اليهودية في مصر أدوارا بارزة قبل ثورة يوليو، حيث امتلكت ثروات كبيرة، واحتلت مكانة مرموقة في الاقتصاد والملكية المصرية، وأنشأت العديد من البنوك والشركات والمصانع، انتسب الفضل لعائلة سموحة في إنشاء حي سموحة ونادى سموحة الرياضى لممارسة الفروسية في الإسكندرية و الذي لا يزال يحمل إسمه ومتواجدين حتي الآن.
تزوج جوزيف سموحة من ابنة عائلة موصيري المشهورة بالاقتصاد المصري في مدينة مانشستر بإنجلترا، ومع بداية الحرب العالمية الثانية واضطهاد اليهود وفدا إلى مصر هربا من محرقة اليهود بألمانيا وإنجلترا. ساهم مع العائلات اليهودية الأخري بالعديد من المشاريع والشركات والبنوك وبالأخص عائلة موصيري .
كان جوزيف معروفاً بصداقته الشخصية للملك فؤاد الأول ملك مصر، وقد ساهم ذلك في دعم الملك في إنشاء العديد من الشركات واقتصاد مصر، اشتهر جوزيف بكرمه في تمويل مشروعات الخدمات الإجتماعية للطائفة اليهودية، و على رأسها مساهمته في إنشاء المستشفى اليهودي(مستشفي الطلبة بسبورتنج حاليا) في حي سيدي جابر وكنيس عدلي بالقاهرة.

## إسهاماته

### حي سموحة
أسس جوزيف حي سموحة عام 1924م حينما طلب إلى هيئة الأوقاف بأن يأخذ هذه المنطقة التي تقع بها بحيرة الحضرة (كانت تسمى ملاحة رجب باشا)  حق الانتفاع ولكن لمدة مفتوحة مدى الحياة، وكانت المنطقة أشبه بمستنقع للأمراض ولا تصلح للحياة، وبالفعل وافقت وزارة الأوقاف وسمحت له بحق التصرف في هذه المنطقة، رغم اعتراض البعض على هذه الحجة في ذلك الوقت، إلا أن سموحة كانت تربطه علاقة صداقة بالملك فؤاد الأول الذي سهل له عملية حصوله على الأرض، قام بتجفيف البحيرة، وبدء إنشاء جوزيف للحي السكندري، بعد أن صارت الأرض ملك له، قام بتجفيف بحيرة الحضرة، ووضع رسم هندسي منظم لهذا الحي كان يريد مجملة الملك بتسمية الحي بمدينة فؤاد ولكن رفض فؤاد لكثرة أسماء المدن باسمه في تحول تسمية المادة الي صاحبه الذي حمل اسمه بعد ذلك، وجذب الحي عند نشأته اليهود المصريين و استأجروا به العديد من المباني التي تتميز بتصميماتها الرائعة، وشوارعها المنظمة مما جعلها في البداية منطقة سكانية للمجتمع الراقي في مدينة الإسكندرية.

### نادي سموحة

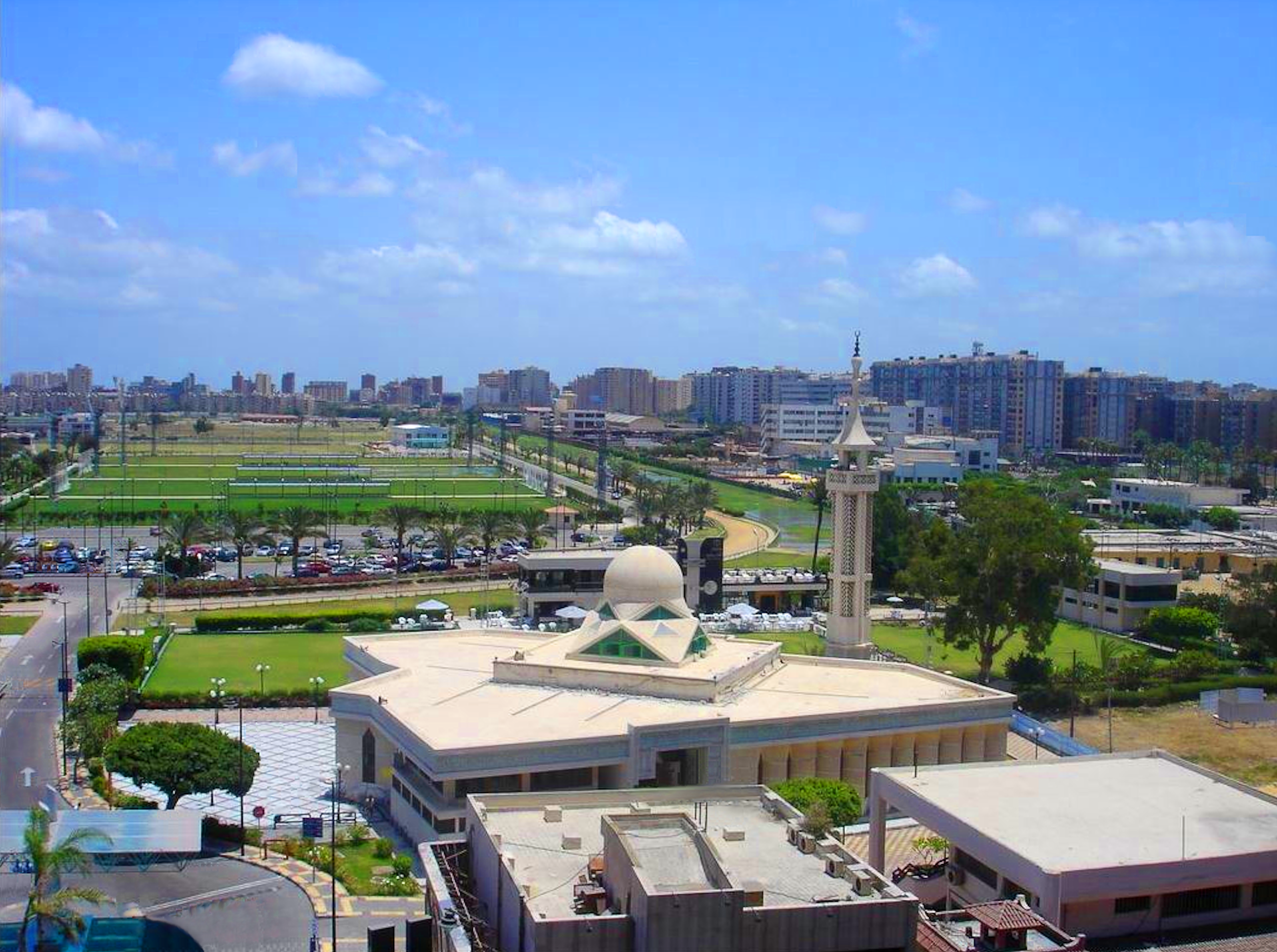
منظر عام للنادي من الداخل

تأسس نادى سموحة سنة 1949م، بعد إنشاء حي سموحة وسمي باسمه، وعين جوزيف كأول رئيس للنادي، أسس النادي في البداية لممارسة الفروسية والجولف ثم أضيفت كرة القدم.

### شركات
لدي سموحة مساهمات عديدة في من الصناعات مثل طحن الأرز، وتكرير السكر، والغزل والنسيج. وبعد تشيد الحي قام جوزيف سموحة بإنشاء عدد من المشروعات الخدمية، مثل المستشفى الإسرائيلي وأيضاً أقام نادي سموحة للفروسية، والذي كان من أكبر وأرقى النوادي الخاصة برياضة الفروسية في الشرق الاوسط حتى ستينات القرن العشرين، وأقيمت به العديد من البطولات الدولية. شركة صباغي البيضا: أسستها وأدارتها عائلة سموحة.

## بعد ثورة يوليو
بعد ثورة يوليو تعرض اليهود الموجودين في مصر إلى حالة من التضييق، قام أولاد سموحة بالهجرة إلى بريطانية تاركين خلفهم كل الممتلكات الخاصة بالعائلة بعد قرار التأميم كما فعل أغلب اليهود المصريين في ذلك الوقت.

### استرداد الأراضي
ظهرت عائلة سموحة مرة ثانية سنة 2014م مطالبين بأحقيتهم في أرض سموحة مستندين على أوراق الملكية التي حصل عليها جوزيف، ولكن وزارة الأوقاف المصرية أثبتت أنه في عام 1959م وبعد هجرة عائلة سموحة، دفعت الدولة المصرية مبلغ 27.5 مليون جنيه إسترليني إلى بريطانيا مقابل تنازل عائلة سموحة عن الأرض بعد أن خضعت أرض سموحة للحراسة ضمن اتفاقية مشتركة بين مصر وبريطانيا، ورغم أن الأمر وصل إلى المحكمة للفصل في الآمر وكانت من أشهر القضايا التي أقامها يهود مصر لاسترداد ممتلكاتهم، والتي قيدت برقم (146) لسنة 2014 أمام محكمة القيم ضد هيئة الإصلاح الزراعي ووزير المالية ورئيس جهاز تنمية وتعمير منطقة سموحة، والتي طالبوا فيها برد مساحة 37 فدانا من أرض منطقة سموحة للورثة الشريعيين.